# Amielh de Lautrec
Pour les articles homonymes, voir Amelius (homonymie).
Ne doit pas être confondu avec Amélie de Lautrec.
Amielh de Lautrec, dit le cardinal de Comminges, (né dans le diocèse d'Albi, et mort le 7 juin 1390 à Avignon) est un pseudo-cardinal français du XIVe siècle créé par l'antipape d'Avignon Clément VII. Il est membre de l'ordre des augustins.

## Biographie
Amielh de Lautrec est chanoine et chancelier de Toulouse pendant le concile de Lavaur en 1368. En 1370, il est nommé évêque de Couserans (Saint-Lizier). En 1381, il est nommé vicaire général de Rieux et est transféré en 1384 à l'évêché de Comminges. De Lautrec est référendaire apostolique.
L'antipape Clément VII le crée cardinal lors du consistoire du 12 juillet 1385.